# Jean Chassagne (homme politique)
Pour les articles homonymes, voir Jean Chassagne et Chassagne.
Jean Chassagne, né le 8 décembre 1921 à Montluçon et mort le 22 juin 1981 à Tours, est un homme politique français.

## Détail des fonctions et des mandats
Mandat parlementaire
- 6 mai 1973 - 2 avril 1976 : Député de la 1re circonscription d'Indre-et-Loire